# Uskok środkowej Odry
Uskok środkowej Odry, dyslokacja środkowej Odry, strefa uskokowa środkowej Odry – walna strefa nieciągłości oddzielająca blok dolnośląski, a dokładniej blok przedsudecki i peryklinę Żar od monokliny przedsudeckiej.
Uskok środkowej Odry jest jedną z ważniejszych struktur tektonicznych w południowo-zachodniej Polsce. Biegnie w kierunku WNW-ESE na długości od 200 do 300 km. Ciągnie się od okolic Cybinki do Krapkowic. Być może wystąpienia bazaltów  w rejonie Niemodlina są związane z tym uskokiem. Dalszy przebieg uskoku na wschód i na zachód jest niepewny.
Uskok nie dochodzi do powierzchni ziemi i jego przebieg i zrzut jest interpretowany na podstawie danych wiertniczych i geofizycznych.
Strefa uskokowa składa się z kilku równoległych uskoków, których przebieg znany jest dokładniej w rejonie kopalni Legnicko-Głogowskiego Okręgu Miedziowego. Ponadto w co najmniej kilku miejscach przecinają i przesuwają ją młodsze uskoki o kierunku południkowym lub NE-SW.
Uskok przecina utwory proterozoiczne, paleozoiczne, mezozoiczne, natomiast w trzeciorzędzie rozwijał się jako uskok synsedymentacyjny. Generalnie północne skrzydło jest obniżone w stosunku do południowego. W rejonie Żarkowa zrzut wynosi 450 m.